# Xã Ashland, Quận Lawrence, Arkansas
Xã Ashland (tiếng Anh: Ashland Township) là một xã thuộc quận Lawrence, tiểu bang Arkansas, Hoa Kỳ. Năm 2010, dân số của xã này là 240 người.